# 馬克斯韋爾鎮區 (明尼蘇達州拉基帕爾縣)
馬克斯韋爾鎮區（英語：Maxwell Township）是位於美國明尼蘇達州拉基帕爾縣的一個行政鎮區。

## 歷史
馬克斯韋爾鎮區於1878年設立，得名自早期定居者約瑟夫·亨利·馬克斯韋爾（Joseph Henry Maxwell）。

## 地方資料
馬克斯韋爾鎮區的面積為94.21平方千米，當中陸地面積為94.07平方千米，而水域面積為0.14平方千米。根據2020年美國人口普查的數據，當地共有人口157人，而人口密度為每平方千米1.67人。